# Condado de Pemiscot
El condado de Pemiscot (en inglés: Pemiscot County), fundado en 1851, es uno de 114 condados del estado estadounidense de Misuri. En el año 2008, el condado tenía una población de 18,515 habitantes y una densidad poblacional de 16 personas por km². La sede del condado es Caruthersville. El condado recibe su nombre en honor a una palabra amerindia que significa "lodo líquido".

## Geografía
Según la Oficina del Censo, el condado tiene un área total de 1327 km² (512,4 mi²), de la cual 1277 km² (493,1 mi²) es tierra y 50 km² (19,3 mi²) (3.77%) es agua.

### Condados adyacentes
- Condado de Nueva Madrid (norte)
- Condado de Lake, Tennessee (noreste)
- Condado de Dyer, Tennessee (sureste)
- Condado de Mississippi, Arkansas (sur)
- Condado de Dunklin (oeste)

## Demografía
Según la Oficina del Censo en 2000, los ingresos medios por hogar en el condado eran de $26,992, y los ingresos medios por familia eran $33,945. Los hombres tenían unos ingresos medios de $27,476 frente a los $17,358 para las mujeres. La renta per cápita para el condado era de $15,599. Alrededor del 9.00% de la población estaban por debajo del umbral de pobreza.

## Transporte

### Carreteras principales
- Interestatal 55
- Interestatal 155
- U.S. Route 61
- U.S. Route 412
- Ruta 84
- Ruta 164

## Localidades
| - Braggadocio - Bragg City - Caruthersville - Cooter | - Deering - Gobler - Hayti - Hayti Heights | - Hayward - Holland - Homestown - North Wardell | - Pascola - Peach Orchard - Steele - Wardell |